# Salto al vacío
Salto al vacío és una pel·lícula espanyola dirigida per Daniel Calparsoro. El film, amb guió del mateix Calparsoro, es va estrenar el 1995 i va suposar el primer llargmetratge del seu director després de rodar diversos curtmetratges durant la seva formació a Nova York com La playa (1990) i WC (1992).
La presentació de la pel·lícula va tenir lloc a la secció Panorama del 45è Festival Internacional de Cinema de Berlín amb una gran acollida per part de públic i crítica.

## Argument
La pel·lícula narra la història d'Álex, (Najwa Nimri) una jove de 20 anys que és la líder d'un grup de joves del lumpen de Bilbao que manté la família gràcies al tràfic d'armes i de drogues. El film, rodat en les localitats veïnes de Baracaldo i Sestao, s'emmarca en un context social de pobresa a causa de la ruïna dels Altos Hornos de Vizcaya. La protagonista s'enamora en secret de Javi (Roberto Chalu), qui no té clar si la correspon. La seva vida està travessada per la violència, l'acció i l'ambient depressiu d'un barri marginal on no sembla que hi hagi futur.
Aquesta primera obra, amb el seu estil inacabat i incòmode, es troba fortament influenciada pel context social de violència de mitjans dels 1990 a l'Estat espanyol que es reflecteix en una sèrie de films com Historias del Kronen (1995) de Montxo Armendáriz, Tesis (1996) d'Alejando Amenábar o Asfalto (2000), dirigida per Calparsoro i protagonitzada també per Najwa Nimri.

## Producció
Després de la venda del guió a Canal+ per trenta milions de pessetes, Daniel Calparsoro començaria el setembre de 1994, juntament amb una trentena de persones novells que van renunciar al salari per a treballar en un projecte que per a moltes va suposar el seu debut en un llargmetratge. Aquesta situació queda palesa en una factura precària de la producció, com el mateix director de fotografia Kiko de la Rica destacava a Versión española, o les evidents mancances a l'hora del rodatge, arribant a qualificar Salto al vacío de «pel·lícula guerrillera», a més de la fotografia i estètica punk volguda de manera deliberada.
Després d'un primer muntatge, el cineasta Fernando Colomo va aportar el finançament necessari per a dur a terme la postproducció i promoció de la pel·lícula. El film es va estrenar comercialment el 3 de març de 1995.